# ザイン＝ヴィトゲンシュタイン

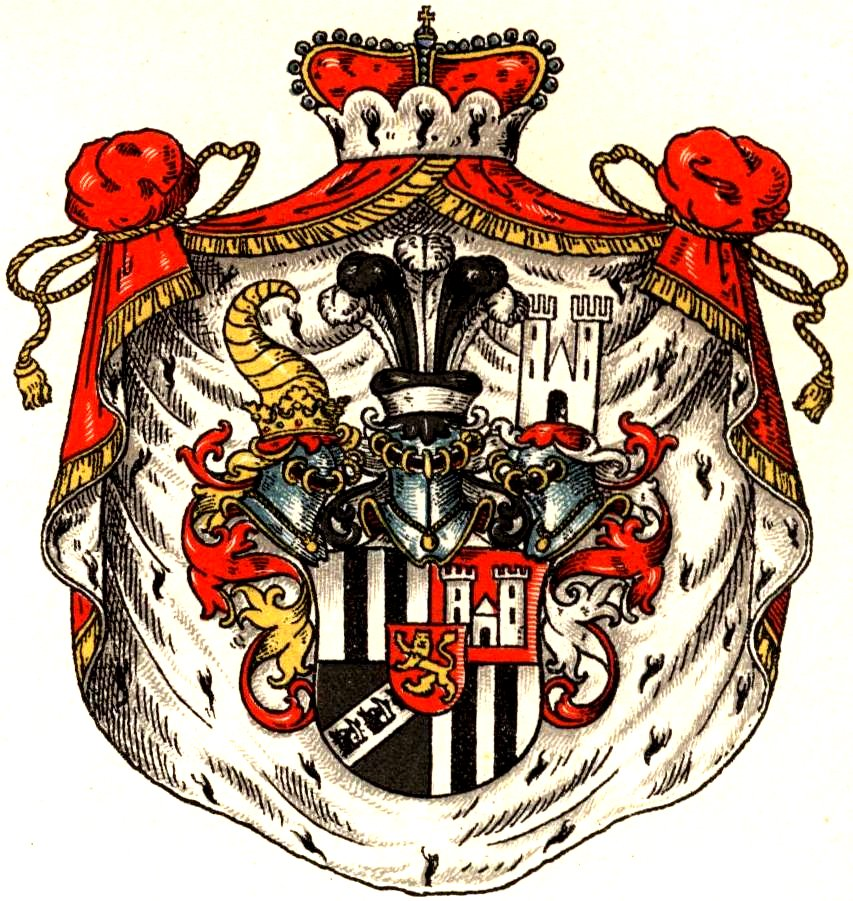
ザイン＝ヴィトゲンシュタイン侯家の紋章

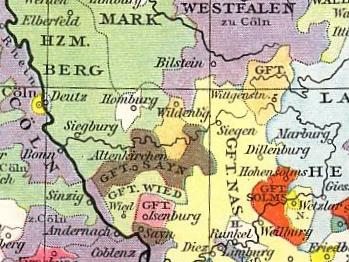
1450年のザイン伯爵領（焦げ茶色）とヴィトゲンシュタイン伯爵領（山吹色）

ザイン＝ヴィトゲンシュタイン（Sayn-Wittgenstein）は、ドイツ・神聖ローマ帝国の領邦国家（帝国伯領）の1つ。現在のノルトライン＝ヴェストファーレン州に存在したヴィトゲンシュタイン伯爵領（Grafschaft Wittgenstein）が、14世紀にザイン伯爵家の傍系に相続されたことにより、ザイン＝ヴィトゲンシュタインと称した。17世紀初頭にザイン伯爵領を相続した一方で、3つの分邦に分裂した。伯領を治めていたザイン＝ヴィトゲンシュタイン家（Haus Sayn-Wittgenstein）の現在の家長は、ベルレブルク系の当主グスタフ・ツー・ザイン＝ヴィトゲンシュタイン＝ベルレブルク（en）である。

## 歴史
ヴィトゲンシュタイン伯家は12世紀後半に成立したバッテンベルク＝ヴィトゲンシュタイン伯家の流れをくみ、ラーン川沿いに1187年に建設されたヴィトゲンシュタイン城（Schloss Wittgenstein）と、小都市ラースフェ（現在のノルトライン＝ヴェストファーレン州バート・ラースフェ）を本拠としていた。ヴィトゲンシュタイン伯家は1295年にケルン大司教の封土（レーエン）となり、1332年にはベルレブルク（現在のバート・ベルレブルク）にまで勢力を伸ばした。
14世紀にヴェルナー4世（Werner IV.）の死によりヴィトゲンシュタイン伯家の男系が絶えると、大貴族シュポンハイム家（Spanheimer）に属するザイン伯爵家の傍系である、ザイン＝ホンブルク伯ザレンティン（Salentin von Sayn-Homburg）がヴェルナーの妹アーデルハイトと結婚し、ヴィトゲンシュタイン伯領を受け継いだ。これにより、1361年にはザイン＝ヴィトゲンシュタイン伯爵家が成立した。同家はホンブルク＝ブレル（Homburg-Bröl）、およびラーシュペ、ベルレブルクなどから構成されるヴィトゲンシュタイン伯領を治めた。
一方、ザイン＝ヴィトゲンシュタイン伯爵家の男系の本家筋にあたるザイン伯爵家は、混同を避けるためにザイン＝ザイン伯爵家と呼ばれた。同家はザイン（Sayn）、アルテンキルヒェン（Altenkirchen）、ハヒェンブルク（Hachenburg）などからなるザイン伯爵領の支配者だった。1500年以後、ヴィトゲンシュタイン系は帝国クライスのうち、ニーダーライン＝ヴェストファーレン・クライス（Niederrheinisch-Westfälischer Reichskreis）に所属したが、ザイン＝ザイン系はオーバーライン・クライス（Oberrheinischer Reichskreis）に所属した。16世紀後半、2つの伯爵領は宗教改革を受け入れた。
ザイン＝ザイン系は1606年にハインリヒ4世（Heinrich IV. von Sayn、1539年 - 1606年）伯の死により断絶した。ハインリヒ4世は1591年に姪のアンナ・エリーザベトと、ヴィトゲンシュタイン系の当主ルートヴィヒ1世（Ludwig I. von Wittgenstein、1532年 - 1606年）の次男ヴィルヘルム3世と結婚させており、義理の甥ヴィルヘルム3世にザイン＝ザイン伯領を相続させている。
ハインリヒ4世伯の死により、ザイン＝ザイン系とヴィトゲンシュタイン系は1系統に統合されると思われたが、ヴィトゲンシュタイン系のルートヴィヒ1世伯は1605年、死に際して家領を3人の息子たちに分割相続させたため、統合されたザイン＝ヴィトゲンシュタイン伯領は3つに分裂した。
長男のゲオルク2世（1565年 - 1631年）は、ヴィトゲンシュタイン伯爵領の北部を相続し、ベルレブルクを居所とした。彼の子孫であるザイン＝ヴィトゲンシュタイン＝ベルレブルク家（Sayn-Wittgenstein-Berleburg）は、1792年に神聖ローマ帝国の帝国諸侯（ライヒスフュルスト）に列せられた。
次男のヴィルヘルム3世（1569年 - 1623年）は、1591年にザイン＝ザイン系の女子相続人アンナ・エリーザベト（Gräfin Anna Elisabeth von Sayn、1572年 - 1608年）と結婚してザイン伯爵領を相続し、ベンドルフ郊外のザイン城を居所とした。この家系はザイン＝ヴィトゲンシュタイン＝ザイン家（Sayn-Wittgenstein-Sayn）と呼ばれるようになった。この家系は17世紀半ばに女子相続を通じてザイン伯領を失い、1846年に最終的に男系が絶えた。家名のみは1861年より、18世紀にベルレブルク系から分かれたザイン＝ヴィトゲンシュタイン＝ルートヴィヒスブルク家（Sayn-Wittgenstein-Ludwigsburg）が受け継いでいる。
三男のルートヴィヒ2世（1571年 - 1634年）は、ヴィトゲンシュタイン伯爵領の南部を相続し、ラースフェのヴィトゲンシュタイン城を居所とした。そのためこの家系は当初ザイン＝ヴィトゲンシュタイン＝ヴィトゲンシュタイン家（Sayn-Wittgenstein-Wittgenstein）と呼ばれたが、後にザイン＝ヴィトゲンシュタイン＝ホーエンシュタイン家（Sayn-Wittgenstein-Hohenstein）と呼ばれるようになった。本家筋のベルレブルク系に遅れて、1801年に帝国諸侯に列せられた。
1806年の神聖ローマ帝国の解体に伴ってザイン＝ヴィトゲンシュタインの諸侯領、伯爵領は近隣の大規模領邦に陪臣化され、いずれもシュタンデスヘル家門となった。